# Anarchismo

La A cerchiata, il più celebre simbolo anarchico

L'anarchismo è definito come la filosofia politica applicata o il metodo di lotta alla base dei movimenti libertari volti fattualmente già dal XIX secolo al raggiungimento dell'anarchia come organizzazione societaria, teorizzante che lo Stato sia indesiderabile, non necessario e dannoso o in alternativa come la filosofia politica che si oppone all'autorità o all'organizzazione gerarchica nello svolgimento delle relazioni umane.
I fautori dell'anarchismo, noti come anarchici, propongono società senza Stato basate sulle associazioni volontarie e non gerarchiche. Il termine inteso in senso politico venne inizialmente utilizzato dal girondino Jacques Pierre Brissot nel 1793, definendo negativamente la corrente politica degli enragés o arrabbiati, gruppo rivoluzionario radicale critico di ogni forma d'autorità. Nel 1840 con Pierre-Joseph Proudhon e il suo saggio Che cos'è la proprietà? (Qu'est-ce que la propriété ?) i termini anarchia e anarchismo assumeranno una connotazione positiva.
Ci sono alcune tradizioni di anarchismo e sulla base della storia del movimento transitata attraverso il dibattito fine-ottocentesco dell'anarchismo senza aggettivi.  Le scuole di pensiero anarchico possono differire tra loro anche in modo sostanziale, spaziando dall'individualismo estremo al totale collettivismo. Le tipologie di anarchismo sono state suddivise in due categorie, ovvero anarchismo sociale e anarchismo individualista, tuttavia compaiono anche altre suddivisioni basate comunque su classificazioni dualiste simili.
L'anarchismo in quanto movimento sociale ha registrato regolarmente fluttuazioni di popolarità. La tendenza centrale dell'anarchismo a coniugarsi come movimento sociale di massa si è avuta con l'anarco-comunismo e con l'anarco-sindacalismo mentre l'anarco-individualismo è principalmente un fenomeno letterario, che tuttavia ha avuto un impatto sulle correnti più grandi. La maggior parte degli anarchici sostiene l'autodifesa o la nonviolenza (anarco-pacifismo) mentre alcuni anarchici hanno approvato l'uso di alcune misure coercitive, tra le quali la rivoluzione violenta e il terrorismo, per ottenere la società anarchica.
Noam Chomsky descrive l'anarchismo, insieme al marxismo libertario, come "l'ala libertaria del socialismo".

## Premessa
Come padre fondatore del pensiero anarchico in senso moderno, troviamo William Godwin, politico e filosofo britannico, che, con le sue riflessioni sulla caduta della Rivoluzione francese nella dittatura giacobina, precorrerà e ispirerà il pensiero anarchico dominante del XIX secolo. Abitualmente comunque ci si riferisce a Pierre-Joseph Proudhon, Michail Bakunin, Pëtr Kropotkin e Johann Kaspar Schmidt, alias Max Stirner, come ai quattro principali teorici di questa corrente di pensiero. Per quanto riguarda Stirner, il suo pensiero rimane in ogni caso fino all'inizio del XX secolo praticamente sconosciuto fuori dalla Germania (L'Unico fu tradotto in inglese come The Ego and Its Own nel 1907 e tutte le traduzioni delle opere sono novecentesche) e totalmente estraneo alla nascita del movimento libertario propriamente detto, ma si inserisce in una corrente di pensiero individualista, estranea ai movimenti più o meno di massa dell'epoca.
Quanto a Proudhon, che può essere considerato giustamente come il padre dell'anarchismo ottocentesco, il suo pensiero ha subito anche lunghi momenti di oblio ed è stato oggetto, in alcuni casi, di grossolane deformazioni derivanti dalla decontestualizzazione di molte asserzioni, prima fra tutte quella relativa alla proprietà. Per quanto riguarda Bakunin, se la sua influenza è diretta e decisiva sul movimento libertario, almeno sotto gli aspetti pratici, se non sotto quelli teorici, questo prende il suo slancio ed assume le sue caratteristiche solamente dopo la morte.
In realtà, molte idee anarchiche sono conosciute essenzialmente attraverso l'opera di Pëtr Kropotkin che non esita su punti importanti a modificare, precisare, allargare l'eredità bakuniniana approdando esplicitamente al comunismo libertario.
Sul piano filosofico e delle idee, l'anarchismo può essere considerato come la manifestazione estrema del processo di laicizzazione del pensiero occidentale che approda al rifiuto di ogni forma d'autorità esterna o superiore agli uomini, sia essa "divina" o umana, e al rifiuto di tutti i principi che, in tempi, forme e con modalità differenti, sono stati utilizzati dalle classi dominanti per giustificare la loro dominazione sul resto della popolazione.
Sul piano politico e sociale, l'anarchismo si ritiene continuatore dell'opera della Rivoluzione francese, depurata dagli errori ad essa immediatamente successivi, attraverso la realizzazione, accanto all'eguaglianza politica, di una vera eguaglianza economica e sociale; eguaglianza che nella società borghese si realizza attraverso la lotta contro il capitalismo e per l'abolizione del salariato.
A questa visione è contrapposta quella dell'anarco-capitalismo che mette invece il diritto di proprietà e il libero scambio come fondamenti di una società in cui lo Stato non è più necessario: qualsiasi limitazione alla proprietà di sé stessi e di ciò che un individuo si procura con il lavoro o il libero scambio è vista come una lesione dei suoi inalienabili diritti naturali e della sua libertà di scelta. Da questo punto di vista è considerato scorretto pensare di poter formare l'anarchia in un'unica ideologia: essa deve semplicemente costituire una cornice dentro la quale ogni individuo può cercare liberamente di realizzare la propria volontà ma senza mai cercare di imporla agli altri (principio di non aggressione). Il comunismo, allora, può diventare una delle opzioni scelte da un gruppo di individui (che ad esempio decidono di investire in una cooperativa), ma mai un'imposizione su altri individui, in quanto con un'imposizione non si avrebbe più un'anarchia.

## Etimologia
I termini anarchia e anarchismo derivano dal greco αναρχία, ovvero senza archè (principio regolatore, comando, potere). La parola anarchia per come è utilizzata dalla maggior parte degli anarchici non ha nulla a che fare con il caos o l'armonia e rappresenta piuttosto una forma egualitaria di relazioni umane stabilite ed effettuate intenzionalmente.

## Origini dell'anarchismo
Storicamente, il movimento anarchico si è sviluppato in seno al movimento operaio in quanto espressione, al pari delle altre correnti socialiste, della protesta dei lavoratori contro lo sfruttamento moderno. Su questo punto, esso può essere considerato come una reazione radicale alla condizione operaia del XIX secolo, caratterizzata dalla forte gerarchizzazione del salariato e dalla netta divisione in classi della società. Dalla loro nascita, tuttavia le idee anarchiche entrano in conflitto sia con le concezioni riformiste del socialismo (che sostenevano la possibilità di cambiare "progressivamente" le basi inegualitarie della società capitalista) che con le concezioni marxiste, in particolare per quanto riguarda l'uso dello stato come mezzo rivoluzionario.

## Specificità della dottrina anarchica
L'obiettivo della teoria anarchica è la nascita di una società di uomini e donne liberi e uguali dal punto di vista dei diritti. Libertà ed eguaglianza dei diritti sono i due concetti chiave attorno ai quali si articolano tutti i progetti libertari. Differenze sorgono sull'interpretazione del concetto di eguaglianza: mentre infatti le correnti che si rifanno al comunismo considerano desiderabile e perseguono l'eguaglianza considerata come uniformità dal punto di vista dei mezzi a disposizione di ogni individuo per perseguire i propri scopi, le correnti che sostengono il libero mercato (i sostenitori del cosiddetto "socialismo di mercato") considerano l'uniformità come un'utopia che oltre ad essere indesiderabile è, a causa della naturale diversità degli individui, irraggiungibile.
In quanto socialisti, tutti gli anarchici sostengono il possesso collettivo dei mezzi di produzione e di distribuzione. In quanto libertari, essi pensano che la libertà dispieghi il suo reale significato in quanto accompagnata dall'eguaglianza. Libertà ed eguaglianza devono essere "concrete", cioè sociali e fondate sul riconoscimento uguale e reciproco della libertà di tutti.
Mentre il pensiero borghese liberale aveva come motto "la mia libertà finisce dove inizia la tua", per gli anarchici (a eccezione degli anarco-individualisti) la libertà dell'individuo non è limitata ma confermata dalla libertà altrui. "Sono partigiano convinto dell'eguaglianza economica e sociale – ha scritto Bakunin – perché so che al di fuori di questa eguaglianza, la libertà, la giustizia, la dignità umana, la moralità e il benessere degli individui così come la prosperità delle nazioni non saranno nient'altro che menzogne; ma, in quanto partigiano della libertà, questa condizione primaria dell'umanità, penso che l'eguaglianza debba stabilirsi attraverso l'organizzazione spontanea del lavoro e della proprietà collettiva delle associazioni dei produttori liberamente organizzate e federate nei comuni, non attraverso l'azione suprema e tutelare dello Stato".
Per realizzare una tale società, gli anarchici ritengono indispensabile combattere non solo le forme di sfruttamento economico ma anche quelle di dominazione politica, ideologica e religiosa.
Per gli anarchici, tutti i governi, tutti i poteri statali, quale che sia la loro composizione, origine e legittimità, rendono materialmente possibile la dominazione e lo sfruttamento di una parte della società sull'altra. Secondo Proudhon, lo Stato non è che un parassita della società che la libera organizzazione dei produttori e dei consumatori deve e può rendere inutile. Su questo punto le concezioni anarchiche sono totalmente divergenti dalle concezioni liberali che fanno dello Stato l'arbitro necessario ad assicurare la pace civile.
Per la critica anarchica, il ricorso ad una dittatura, definita proletaria, non ha condotto al deperimento dello Stato (e alla sua "estinzione" in termini marxiani) ma allo sviluppo di una enorme burocrazia fonte di soffocamento della vita sociale e della libera iniziativa individuale. D'altra parte, fino alla sua caduta, proprio a tale burocrazia venivano imputate le ineguaglianze e i privilegi nei paesi dell'Est dove pure avevano abolito la proprietà capitalista. Come già aveva sottolineato Bakunin nella sua polemica con Marx "La libertà senza eguaglianza è una malsana finzione (…) L'eguaglianza, senza libertà, è il dispotismo dello Stato e lo Stato dispotico non potrebbe esistere per un solo giorno senza avere almeno una classe sfruttatrice e privilegiata: la burocrazia".
Al modo di organizzazione della vita sociale governativo e centralizzatore, i libertari oppongono un modo di organizzazione federalista che permetta di sostituire lo Stato, e tutta la sua macchina amministrativa burocratica, attraverso la presa in carico collettiva da parte degli stessi interessati di tutte le funzioni inerenti alla vita sociale che si trovano precedentemente monopolizzate e gestite da organismi statali, posti al di sopra della società.
Il federalismo, in quanto modo di organizzazione, costituisce il punto di riferimento centrale dell'anarchismo, il fondamento e il metodo sul quale si costruisce il socialismo libertario. Il federalismo così inteso ha ovviamente ben poco a che vedere con le forme conosciute di federalismo politico praticato da un buon numero di Stati. Per i libertari non si tratta di una semplice tecnica di governo ma di un principio di organizzazione sociale a sé stante, capace cioè di inglobare tutti gli aspetti della vita di una collettività umana.

## Organizzazione anarchica
Il pensiero anarchico è dunque ben lontano dal negare il problema dell'importanza dell'organizzazione, ma esso si pone come obiettivo un'altra forma di organizzazione con la quale rispondere agli imperativi collettivi. Gli uni e le altre si associano per garantirsi vicendevolmente e per provvedere ai bisogni individuali e collettivi. Così, se l'autogestione nelle imprese rende possibile la sostituzione del salariato con la realizzazione del lavoro associato, l'organizzazione federativa dei produttori, delle comuni, delle regioni permette la sostituzione dello Stato.
Essa intende presentarsi come il complemento indispensabile per la realizzazione del socialismo e la migliore garanzia della libertà individuale. Il fondamento di tale organizzazione è il contratto, uguale e reciproco, volontario, non "teorico" ma effettivo, che si può modificare per volontà dei contraenti (associazioni dei produttori e dei consumatori, ecc.) e capace di riconoscere il diritto di iniziativa di tutti i componenti della società.
Così definito, il contratto federativo permette di precisare anche i diritti e i doveri di ciascuno e di sviluppare i principi di un vero diritto sociale in grado di regolamentare gli eventuali conflitti che possono sorgere tra individui, gruppi o collettività, o anche fra regioni, senza per altro rimettere in causa l'autonomia dei suoi componenti, il che permette all'organizzazione federalista di opporsi tanto al centralismo che al "lasciar fare" dell'individualismo liberale.
Secondo gli anarchici tuttavia una tale organizzazione non può pretendere di sopprimere tutti i conflitti ed essi potranno continuare a prodursi a tutti i livelli anche nella società federalista. Tuttavia il federalismo costituisce un metodo per risolvere le questioni sociali nel rispetto della massima libertà di ciascuno senza dar ricorso ad arbitraggi governativi possibili fonti di nuovi privilegi. Inoltre gli anarchici sostengono che i problemi sociali, nell'organizzazione socialista verrebbero affrontati e risolti nell'interesse di tutti, non semplicemente repressi come è solito fare lo Stato (quando addirittura non li favorisce per aumentare nei sottoposti il bisogno di un'autorità regolatrice).

## Azione anarchica
Per gli anarchici esiste un legame indissolubile tra il fine perseguito e i metodi adoperati per raggiungerlo. Tuttavia essi pensano che il fine non giustifichi i mezzi e che questi ultimi devono sempre, nella misura del possibile, essere in accordo con il fine perseguito.
Lo scopo dell'azione anarchica non vuole essere in alcun caso la "conquista" del potere o la gestione dell'esistente. Nel 1872, il Congresso Internazionale di Saint-Imier, in Svizzera, dette ufficialmente vita alla branca antiautoritaria dell'Associazione Internazionale dei Lavoratori (AIL) in opposizione alle tesi marxiste. In quella sede si affermò che il primo dovere del proletariato non è la conquista del potere all'interno dello Stato ma la sua distruzione.
L'approccio dei libertari è quello di opporre soluzioni sociali alle soluzioni politiche dimostrandosi con ciò non politici ma antipolitici. D'altra parte, storicamente, i libertari hanno sempre considerato almeno con scetticismo l'idea di poter utilizzare l'arma elettorale o il parlamentarismo per mutare le condizioni di vita in seno alle democrazie borghesi. All'azione politica e parlamentare, tesa alla conquista del potere, essi preferiscono l'azione diretta di massa, vale a dire l'autogestione generalizzata e senza deleghe di potere.
I libertari ritengono che per i lavoratori la pratica dell'azione diretta, e in particolare dello sciopero, sia anche il migliore e più efficace mezzo di lotta. Essi propagandano inoltre l'autorganizzazione e l'azione collettiva e autonoma dei lavoratori.
Gli anarchici non sono e non aspirano a divenire un'avanguardia o a svolgere un ruolo dirigente, poiché ritengono che non esista nessuno che possa occuparsi dei propri affari meglio dell'interessato stesso. Ma perché ciò sia possibile occorre che i lavoratori prendano coscienza di ciò che Proudhon ha definito la "loro capacità politica". I lavoratori rappresentano la forza reale di una società e solo da essi può venire una sua trasformazione profonda. L'azione anarchica ha sempre mirato, prima di ogni altra cosa, alla difesa degli sfruttati e appoggia tutte le rivendicazioni che vanno nel senso di un miglioramento delle condizioni di vita e del progresso sociale.
Numerosi libertari hanno visto nelle organizzazioni sindacali non soltanto degli organismi di difesa degli interessi dei salariati, ma anche una potenziale forza di trasformazione sociale. Da questo punto di vista, il federalismo libertario non può essere realizzato senza il concorso attivo dei sindacati operai poiché, da una parte, questi ultimi sono qualificati ad organizzare la produzione e, dall'altra, essi hanno il vantaggio di raggruppare i lavoratori in quanto produttori.
Da un punto di vista libertario, un'organizzazione sindacale deve, nel suo funzionamento come nei suoi principi:
- cercare di mantenere la sua autonomia nei riguardi di tutte le organizzazioni politiche che vorrebbero controllarla e nei riguardi dello Stato;
- praticare il federalismo e una vera democrazia diretta dal basso, sole garanzie solide contro ogni forma di burocratizzazione;
- darsi contemporaneamente l'obiettivo di ottenere la soddisfazione delle rivendicazioni immediate, materiali, e di preparare i lavoratori ad assicurare la gestione della produzione nel futuro.

Quest'ultimo punto è assai importante poiché, per gli anarchici, il sindacato e l'azione sindacale non sono e non possono essere considerati come una finalità in sé. La sua autonomia non deve significare "neutralità" nei riguardi del potere o dei partiti perché ciò significherebbe perdere una gran parte delle sue potenzialità di cambiamento e di rottura. Gli anarchici ritengono che il sindacato, se non vuol cadere nel tradeunionismo, si doti di un programma di trasformazione sociale e di una pratica conseguente.
L'azione sindacale non è tuttavia il solo mezzo di lotta di cui dispongono i lavoratori, che possono e devono, secondo le circostanze dotarsi delle forme organizzative e di resistenza che paiono loro utili e opportune.

## Dottrine di carattere libero-mercatista
Le teorie anarchiche di impronta individualista americane, come quelle di Benjamin Tucker, che in un'accezione lievemente differente da quella all'epoca egemone si definiva socialista, convergono sulla necessità di una prospettiva di eguaglianza sociale attraverso una redistribuzione delle risorse basata su un mercato libero e non distorto, come mediatore degli impulsi egoistici, convergono con il concetto marxista della teoria del valore del lavoro e si distaccano da ipotesi come l'anarco-capitalismo intese a giustificare la proprietà privata del capitale. Queste sono dottrine di origine liberale che possono essere considerate come fautrici di un liberismo portato alle estreme conseguenze, cioè alla scomparsa dello Stato. Sia i fautori di queste ultime che quelli dell'anarchismo classico vedono comunque le due dottrine come due corpus teorici distinti senza alcun punto di contatto tra loro.
(Pierre-Joseph Proudhon)
Proudhon, noto per questa famosa espressione, era fautore del libero scambio tra lavoratori autonomi e/o cooperative autogestionarie e nella "Teoria della proprietà" arrivò ad affermare che "la proprietà è libertà". L'apparente contraddizione è dovuta al fatto che Proudhon intendeva come furto non la proprietà individuale, ma quella proprietà che seppur utilizzata da altri individui è fonte di profitto o rendita per il proprietario mentre come libertà quella proprietà, chiamata "proprietà-possesso", frutto del proprio lavoro, che viene direttamente utilizzata dal proprietario senza determinare sfruttamento del lavoro altrui. Questi concetti rientrano nel mutualismo ed escludono il profitto, inteso nel senso economico di utile, come scopo.

## Anarchismo di ieri e di oggi

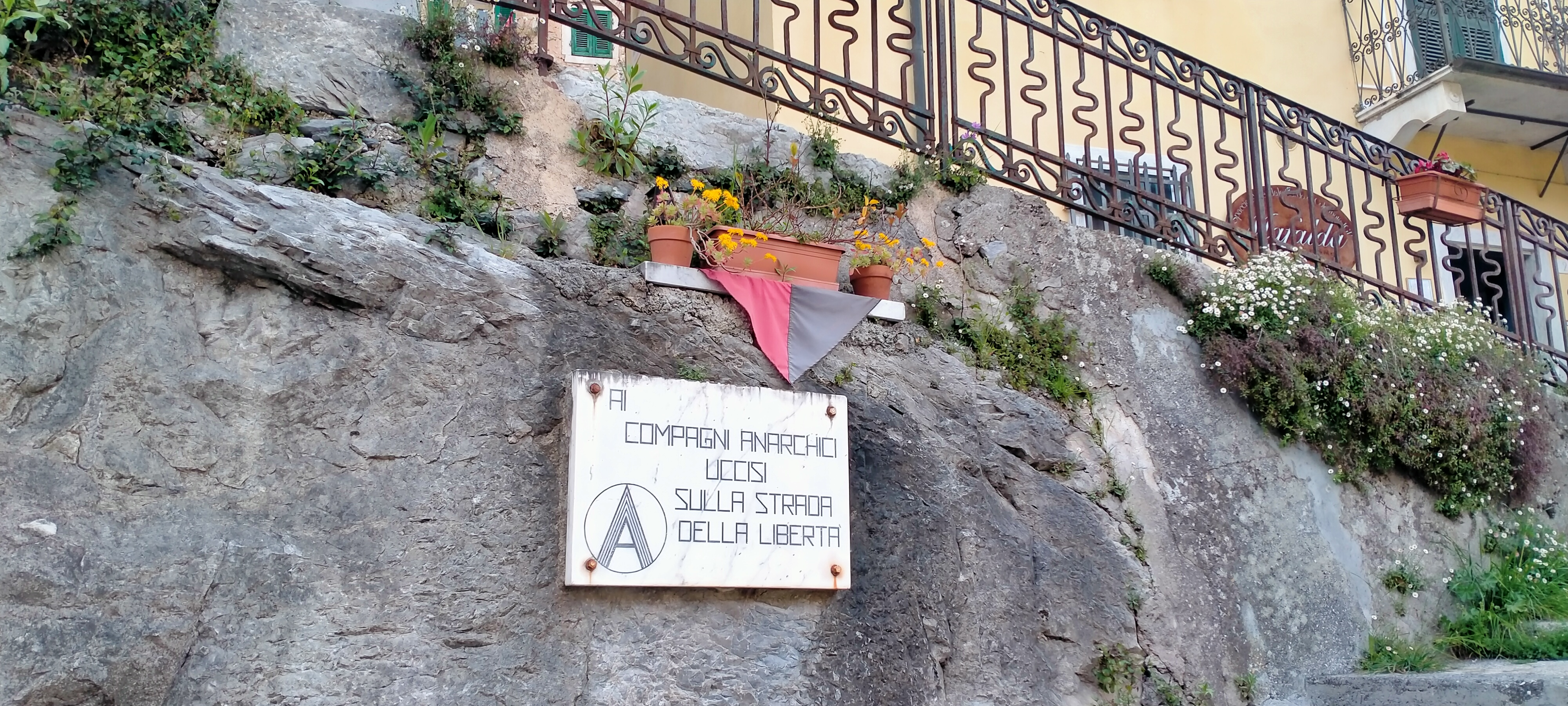
Lapide agli anarchici caduti, presso Colonnata, in Italia

Anche se oggi viene trascurata, l'influenza che nel corso del XX secolo il movimento libertario ha esercitato sul movimento operaio è stata notevole. Gli anarchici rappresentano una parte a sé stante del movimento sindacale e operaio internazionale, e la loro presenza si rintraccia in tutti i movimenti rivoluzionari, del XIX e del XX secolo, come la Comune di Parigi del 1871, la rivoluzione russa del 1917 e la guerra civile spagnola del 1936.
L'influenza delle idee anarchiche si è soprattutto manifestata in maniera significativa in seno alle organizzazioni sindacali come la CGT in Francia, l'Unione Sindacale Italiana in Italia, la CNT in Spagna, ma anche la FORA in Argentina, le IWW negli Stati Uniti, la FAU in Germania o la SAC in Svezia. Basti pensare che nel 1922 l'Associazione Internazionale dei Lavoratori (AIT), che raggruppava le organizzazioni anarcosindacaliste che avevano rifiutato di aderire all'Internazionale bolscevica, contava più di un milione di aderenti.
L'anarchismo ha tuttavia conosciuto nel corso degli anni '20 e '30 un periodo di crisi. Se la rivoluzione russa apre in Europa e nel mondo una nuova fase rivoluzionaria, contemporaneamente in molte nazioni, anche in opposizione al bolscevismo, emergono e si affermano movimenti di tipo fascista. In particolare il movimento libertario si trova al centro di un doppio attacco. Eliminato in Russia dalla repressione prima leninista e poi staliniana, esso deve far fronte ai metodi staliniani in seno al movimento operaio e sindacale anche negli altri Paesi.
Il mito della rivoluzione bolscevica e l'atteggiamento dei vari partiti comunisti occidentali provocano una crescente marginalizzazione dell'influenza anarchica. D'altra parte laddove le organizzazioni sono rimaste forti, esse vengono annientate dai governi nazionalisti. In Italia, in Germania, in Argentina, in Bulgaria e in altri paesi governati da regimi autoritari il movimento anarchico è ridotto al silenzio, e i suoi militanti spesso assassinati o costretti all'esilio.
In generale si può dire che gli anarchici si trovano in questo periodo sempre più isolati, anche sul piano internazionale, potendo trovare al loro fianco solo alcuni settori socialisti e comunisti dissidenti.
La rivoluzione di Spagna del luglio 1936 ha rappresentato l'ultima occasione per i lavoratori di rispondere al fascismo e alla guerra attraverso pratiche rivoluzionarie anarchiche. Gli avvenimenti di Spagna, con il ruolo determinante avutovi dalle organizzazioni anarchiche e anarcosindacaliste, sono stati forse l'espressione storica più importante delle idee libertarie. Questo anche per le dimensioni del movimento anarchico nella Spagna di quel periodo.
All'inizio della guerra civile infatti, nel fronte antifascista sono presenti la centrale anarcosindacalista, la Confederazione Nazionale del Lavoro (CNT), che nel maggio 1936, nel suo Congresso di Saragozza, contava su 982 sindacati e 550.595 aderenti, la Federazione Anarchica Iberica (FAI) e la Federazione Iberica delle Gioventù Libertarie (FIJL).
Dopo il 1946, la spartizione del mondo in due blocchi imperialisti contrapposti, la guerra fredda e le minacce atomiche hanno ridotto le possibilità di azione per i libertari. Il radicarsi del legame tra lavoratori da una parte e sindacati e partiti politici dall'altra ha marginalizzato sempre più le correnti anarchiche.
Dopo il Sessantotto, tuttavia, a seguito dell'esplodere della rivolta studentesca e giovanile, le idee libertarie hanno conosciuto un ritorno di vigore, anche all'interno del movimento sociale, con la generalizzazione di concetti come "autogestione" o "gestione diretta". A tutto questo occorre aggiungere la reazione sempre più viva di vasti settori della popolazione contro la burocratizzazione delle società sia del blocco "socialista" (in realtà trattasi di Capitalismo di Stato) che di quello liberale. In Italia, anche all'interno della contestazione giovanile, queste idee non sono state appannaggio dei soli gruppi anarchici, ma anzi sono state fatte proprie in modo più o meno coerente, anche dai gruppi che si rifacevano al trotskismo e al maoismo quando non addirittura al marxismo-leninismo.
Oggi il movimento anarchico è ancora vitale in tutto il mondo. Tra la fine degli anni novanta e l'inizio del nuovo secolo il movimento contro la globalizzazione neoliberista (la cui nascita si fa coincidere con le proteste contro la riunione del WTO di Seattle nel novembre 1999) si è giovato del contributo delle analisi libertarie e dell'impegno dei militanti anarchici nelle tante organizzazioni specifiche, nelle strutture popolari di base e nei sindacati autonomi. Degno di nota anche il movimento anarchico greco, uno dei più importanti in Europa, che si è visto protagonista delle grandi rivolte divampate nel paese nel dicembre 2008 (in seguito all'uccisione del quindicenne anarchico Alexandros Grigoropoulos) e nel maggio 2010, in cui sono insorte anche ampie fasce della popolazione greca. L'anarchismo può ancora contare su un consistente patrimonio culturale in grado di rispondere, in un'ottica alternativa e radicale, alle sfide globali del nuovo millennio (guerra permanente, terrorismo internazionale, corsa agli armamenti, fanatismo religioso, involuzione autoritaria delle democrazie, inquinamento, devastazione ambientale, crisi della rappresentanza istituzionale, divario tra paesi ricchi e paesi poveri, precarizzazione del lavoro, ecc.) che sembrano riproporre in chiave postmoderna i tradizionali ambiti di intervento dell'anarchismo e delle sue istanze di uguaglianza e libertà.